# ازويية (بوالعجلات)
ازويية هو دُوَّار يقع بجماعة آيت مخلوف، إقليم تارودانت، جهة سوس ماسة في المملكة المغربية. ينتمي الدوّار لمشيخة بوالعجلات التي تضم 21 دوار. يقدر عدد سكانه بـ 166 نسمة حسب الإحصاء الرسمي للسكان والسكنى لسنة 2004.

## روابط خارجية
- البوابة الوطنية للجماعات الترابية
- المندوبية السامية للتخطيط